# Elimaea schenklingi
Elimaea schenklingi är en insektsart som beskrevs av Heinrich Hugo Karny 1915. Elimaea schenklingi ingår i släktet Elimaea och familjen vårtbitare. Inga underarter finns listade i Catalogue of Life.